# Donja Livadica
Donja Livadica ist eine Ortschaft in der Gemeinde Velika Plana im Verwaltungsbezirk Podunavlje in Serbien. Laut Volkszählung von 2011 hatte Donja Livadica 1709 Einwohner (laut Zählung aus dem Jahr 2002 waren es 2453 Einwohner).
Der Name des Ortes kommt von der Wiese (serbisch: livada).